# Carles Coll
Carles Coll Martí, né le 15 octobre 2001 à Tarragone, est un nageur espagnol spécialiste des épreuves de brasse et de quatre nages. Il compte un titre mondial en petit bassin à son palmarès.

## Biographie
Carles Coll Martí, issu d'une famille de nageurs, est né le 15 octobre 2001 à Tarragone. Découvrant la natation en Catalogne, il s'entraîne aux États-Unis depuis 2020 et est membre de l'équipe de natation de Virginia Tech où il est étudiant,.
Carles est finaliste du 200 mètres quatre nages lors des championnats d'Europe en petit bassin 2021. En février 2024, Coll est neuvième des demi-finales des Championnats du monde de Doha. Aux Jeux olympiques d'été de 2024, il est membre du relais 4 × 100 m 4 nages masculin espagnol qui est disqualifié en séries après avoir réalisé initialement le neuvième temps. Qualifié sur cinq épreuves individuelles en décembre 2024 lors des championnats du monde en petit bassin de Budapest, il remporte le titre mondial en 200 mètres brasse en réalisant 2 min 1 s 55, battant à cette occasion le record national.

## Palmarès

### Jeux olympiques
| Épreuve / Édition                 | Paris 2024            |
| Relais 4 × 100 m 4 nages masculin | Disqualifié en séries |

### Championnats du monde

#### En petit bassin
- Championnats du monde 2024 à Budapest (Hongrie) :
  -  Médaille d'or du 200 m brasse.